# Pergalumna menglunensis
Pergalumna menglunensis (лат.) — вид панцирных клещей из отряда Oribatida (Galumnidae). Китай.

## Описание
Микроскопического размера клещи, длина менее 1 мм, размеры тела 408—485 × 298—352 мкм. Поверхность тела бороздчатая и с короткими килями; задняя часть нотогастера с продольной впадиной. Нотогастральная область A1 округлая или овальная. Покровы сильно склеротизованные, тёмные (основная окраска коричневая). Имеют 6 пар генитальных пластинок. Гистеросома округлая, несёт около 10 пар нотогастральных щетинок. На протеросоме расположены гребневидные уплощённые ламеллы.
Впервые был описан в 1993 году, а его валидный статус был подтверждён в ходе родовой ревизии, проведённой акарологами Сергеем Ермиловым (Тюменский государственный университет, Тюмень, Россия) и его коллегами.
Pergalumna menglunensis морфологически сходен с видами indistincta из Вьетнама, P. paraindistincta из Индонезии и P. minituberculata Ermilov & Martens, 2014 из Непала (Ermilov et al. 2014).